# Montastruc-la-Conseillère
Montastruc-la-Conseillère là một xã thuộc tỉnh Haute-Garonne trong vùng Occitanie ở tây nam nước Pháp.